# Danh sách bài hát thu âm bởi The Carpenters
Dưới đây là danh sách toàn bộ các bài hát được sáng tác hoặc trình bày bởi bộ đội nghệ sĩ nhạc pop The Carpenters, gồm hai anh em Karen và Richard Carpenter. Danh sách này gồm những bài hát nằm trong các album phòng thu chính thức, album trực tiếp chính thức, album hát đơn chính thức, cũng như trong các album tổng hợp tiêu biểu có chứa những ca khúc hiếm hoặc chưa từng được phát hành.

## Danh sách bài hát
| Tựa đề                                                                                   | Năm phát hành | Sáng tác                                                                                              | Album                                  | Ghi chú                                                                        |
| ---------------------------------------------------------------------------------------- | ------------- | --- | -------------------------------------- | ------------------------------------------------------------------------------ |
| "(A Place To) Hideaway"                                                                  | 1971          | Sparks                                                                                                | Carpenters                             |                                                                                |
| "(I'm Caught Between) Goodbye and I Love You"                                            | 1975          | Bettis, Carpenter                                                                                     | Horizon                                |                                                                                |
| "(There's No Place Like) Home for the Holidays"                                          | 1984          | Allen, Stillman                                                                                       | An Old-Fashioned Christmas             |                                                                                |
| "(There's) Always Something There to Remind Me"                                          | 1971          | Bacharach, David                                                                                      | Carpenters                             |                                                                                |
| "(They Long to Be) Close to You"                                                         | 1970          | Bacharach, David                                                                                      | Close to You                           |                                                                                |
| "(They Long to Be) Close to You"                                                         | 2001          | Bacharach, David                                                                                      | As Time Goes By                        | Chương trình truyền hình đặc biệt của Perry Como năm 1974                      |
| "(They Long to Be) Close to You"                                                         | 1976          | Bacharach, David                                                                                      | Live at the Palladium                  | Thu âm từ ngày 22–27 tháng 11 năm 1976                                         |
| "(They Long to Be) Close to You"                                                         | 1975          | Bacharach, David                                                                                      | Live in Japan                          | Thu âm vào tháng 6 năm 1974                                                    |
| "(They Long to Be) Close to You"                                                         | 2001          | Bacharach, David                                                                                      | As Time Goes By                        | The Carpenters' Very First Television Special                                  |
| "(Want You) Back in My Life Again"                                                       | 1981          | Chater, Christian                                                                                     | Made in America                        |                                                                                |
| "'S Wonderful"                                                                           | 2001          | Gershwin, Gershwin                                                                                    | As Time Goes By                        | Chương trình truyền hình đặc biệt Music, Music, Music                          |
| "'S Wonderful"                                                                           | 1976          | Gershwin, Gershwin                                                                                    | Live at the Palladium                  | Thu âm từ ngày 22–27 tháng 11 năm 1976                                         |
| "All Because of You"                                                                     | 1996          | Javors                                                                                                | Karen Carpenter                        | Karen Carpenter đơn ca                                                         |
| "All I Can Do"                                                                           | 1969          | Bettis, Carpenter                                                                                     | Offering/Ticket to Ride                |                                                                                |
| "All of My Life"                                                                         | 1969          | Carpenter                                                                                             | Offering/Ticket to Ride                |                                                                                |
| "All Those Years Ago"                                                                    | 1998          | Carpenter, Oland                                                                                      | Pianist, Arranger, Composer, Conductor | Richard Carpenter đơn ca                                                       |
| "All You Get from Love Is a Love Song"                                                   | 1977          | Eaton                                                                                                 | Passage                                |                                                                                |
| "An Old-Fashioned Christmas"                                                             | 1984          | Bettis, Carpenter                                                                                     | An Old-Fashioned Christmas             |                                                                                |
| "And I Love You So"                                                                      | 2001          | McLean                                                                                                | As Time Goes By                        | Chương trình truyền hình đặc biệt của Perry Como năm 1974                      |
| "And When He Smiles"                                                                     | 2001          | Anderson                                                                                              | As Time Goes By                        |                                                                                |
| "Angels We Have Heard on High"                                                           | 1984          | Truyền thống, Chadwick                                                                                | An Old-Fashioned Christmas             |                                                                                |
| "Another Song"                                                                           | 1970          | Bettis, Carpenter                                                                                     | Close to You                           |                                                                                |
| "As Time Goes By"                                                                        | 2001          | Hupfield                                                                                              | As Time Goes By                        | Chương trình truyền hình đặc biệt Music, Music, Music                          |
| "At the End of a Song"                                                                   | 1983          | Bettis, Carpenter                                                                                     | Voice of the Heart                     |                                                                                |
| "Aurora"                                                                                 | 1975          | Bettis, Carpenter                                                                                     | Horizon                                |                                                                                |
| "Ave Maria"                                                                              | 1978          | Bach, Gounod                                                                                          | Christmas Portrait                     |                                                                                |
| "Away in a Manger (Luther's Cradle Hymn)"                                                | 1978          | Truyền thống, Murray. Cũng được sáng tác bởi: Clark, Luther, Strauss, Gabriel, McFarland, Kirkpatrick | Christmas Portrait                     |                                                                                |
| "Baby It's You"                                                                          | 1970          | Bacharach, David, Williams                                                                            | Close to You                           |                                                                                |
| "Because We Are in Love (The Wedding Song)"                                              | 1981          | Bettis, Carpenter                                                                                     | Made in America                        |                                                                                |
| "Beechwood 4-5789"                                                                       | 1981          | Gaye, Gordy, Stevenson                                                                                | Made in America                        |                                                                                |
| "Benediction"                                                                            | 1969          | Bettis, Carpenter                                                                                     | Offering/Ticket to Ride                |                                                                                |
| "Bless the Beasts and Children"                                                          | 1972          | Botkin, De Vorzon                                                                                     | A Song for You                         |                                                                                |
| "Bless the Beasts and Children"                                                          | 1998          | Botkin, De Vorzon                                                                                     | Pianist, Arranger, Composer, Conductor | Richard Carpenter đơn ca                                                       |
| "Boat to Sail"                                                                           | 1976          | DeShannon                                                                                             | A Kind of Hush                         |                                                                                |
| "Book of Love"                                                                           | 1975          | Davis, Malone, Patrick                                                                                | Live in Japan                          | Thu âm vào tháng 6 năm 1974                                                    |
| "Breaking Up Is Hard to Do"                                                              | 1976          | Greenfield, Sedaka                                                                                    | A Kind of Hush                         |                                                                                |
| "B'wana She No Home"                                                                     | 1977          | Franks                                                                                                | Passage                                |                                                                                |
| "California Dreamin'"                                                                    | 2001          | Phillips, Phillips                                                                                    | As Time Goes By                        | Thu thử                                                                        |
| "Calling Occupants of Interplanetary Craft (The Recognized Anthem of World Contact Day)" | 1977          | Draper, Woloschuk                                                                                     | Passage                                |                                                                                |
| "Calling Your Name Again"                                                                | 1987          | Carpenter, Marx                                                                                       | Time                                   | Richard Carpenter đơn ca                                                       |
| "Can't Smile Without You"                                                                | 1976          | Arnold, Martin, Morrow                                                                                | A Kind of Hush                         |                                                                                |
| "Canta"                                                                                  | 1990          | Raposo                                                                                                | From the Top                           | Phiên bản tiếng Tây Ban Nha của "Sing"                                         |
| "Caravan"                                                                                | 1990          | Ellington, Mills, Tizol                                                                               | From the Top                           |                                                                                |
| "Carol of the Bells"                                                                     | 1978          | Leontovych, Wilhousky                                                                                 | Christmas Portrait                     |                                                                                |
| "Catch a Falling Star"                                                                   | 2001          | Pockriss, Vance                                                                                       | As Time Goes By                        | Chương trình truyền hình đặc biệt của Perry Como năm 1974                      |
| "Christ Is Born"                                                                         | 1978          | Bartolucci, Charles                                                                                   | Christmas Portrait                     |                                                                                |
| Bài hát chủ đề của Close Encounters                                                      | 2001          | Williams                                                                                              | As Time Goes By                        | Chương trình truyền hình đặc biệt Space Encounters                             |
| "Crescent Noon"                                                                          | 1970          | Bettis, Carpenter                                                                                     | Close to You                           |                                                                                |
| "Crystal Lullaby"                                                                        | 1972          | Bettis, Carpenter                                                                                     | A Song for You                         |                                                                                |
| "Da Doo Ron Ron (When He Walked Me Home)"                                                | 1973          | Barry, Greenwich, Spector                                                                             | Now & Then                             |                                                                                |
| "Da Doo Ron Ron (When He Walked Me Home)"                                                | 1975          | Barry, Greenwich, Spector                                                                             | Live in Japan                          | Thu âm vào tháng 6 năm 1974                                                    |
| "Daddy's Home"                                                                           | 1975          | Miller, Sheppard                                                                                      | Live in Japan                          | Thu âm vào tháng 6 năm 1974                                                    |
| "Dance of the Sugar Plum Fairy"                                                          | 1984          | Tchaikovsky                                                                                           | An Old-Fashioned Christmas             |                                                                                |
| "Dancing in the Street"                                                                  | 2001          | Hunter, Gaye, Stevenson                                                                               | As Time Goes By                        | Chương trình truyền hình đặc biệt Space Encounters                             |
| "Dead Man's Curve"                                                                       | 1973          | Berry, Christian, Kornfeld, Wilson                                                                    | Now & Then                             |                                                                                |
| "Deck the Halls (With Boughs of Holly)"                                                  | 1978          | Truyền thống, Hughes                                                                                  | Christmas Portrait                     |                                                                                |
| "Desperado"                                                                              | 1975          | Frey, Henley                                                                                          | Horizon                                |                                                                                |
| "Dizzy Fingers"                                                                          | 2001          | Confrey                                                                                               | As Time Goes By                        | Chương trình truyền hình đặc biệt Music, Music, Music                          |
| "Do You Hear What I Hear?"                                                               | 1984          | Regney, Baker                                                                                         | An Old-Fashioned Christmas             |                                                                                |
| "Do You Know the Way to San Jose"                                                        | 1971          | Bacharach, David                                                                                      | Carpenters                             |                                                                                |
| "Don't Be Afraid"                                                                        | 1990          | Carpenter                                                                                             | From the Top                           | Thu thử                                                                        |
| "Don't Be Afraid"                                                                        | 1969          | Carpenter                                                                                             | Offering/Ticket to Ride                |                                                                                |
| "Don't Cry for Me Argentina"                                                             | 1977          | Lloyd Webber, Rice                                                                                    | Passage                                |                                                                                |
| "Don't Get Around Much Anymore"                                                          | 2001          | Ellington, Russell                                                                                    | As Time Goes By                        | Chương trình truyền hình đặc biệt Music, Music, Music                          |
| "Don't Let the Stars Get in Your Eyes"                                                   | 2001          | Willet                                                                                                | As Time Goes By                        | Chương trình truyền hình đặc biệt của Perry Como năm 1974                      |
| "Druscilla Penny"                                                                        | 1971          | Bettis, Carpenter                                                                                     | Carpenters                             |                                                                                |
| "Eve"                                                                                    | 1969          | Bettis, Carpenter                                                                                     | Offering/Ticket to Ride                |                                                                                |
| "Eve"                                                                                    | 1998          | Bettis, Carpenter                                                                                     | Pianist, Arranger, Composer, Conductor | Richard Carpenter đơn ca                                                       |
| "Eventide"                                                                               | 1975          | Bettis, Carpenter                                                                                     | Horizon                                |                                                                                |
| "Fascinatin' Rhythm"                                                                     | 2001          | Gershwin, Gershwin                                                                                    | As Time Goes By                        | Chương trình truyền hình đặc biệt Music, Music, Music                          |
| "Fascinatin' Rhythm"                                                                     | 1976          | Gershwin, Gershwin                                                                                    | Live at the Palladium                  | Thu âm từ ngày 22–27 tháng 11 năm 1976                                         |
| "Flat Baroque"                                                                           | 1972          | Bettis, Carpenter                                                                                     | A Song for You                         |                                                                                |
| "Flat Baroque"                                                                           | 1976          | Bettis, Carpenter                                                                                     | Live at the Palladium                  | Thu âm từ ngày 22–27 tháng 11 năm 1976                                         |
| "Flat Baroque"                                                                           | 1998          | Bettis, Carpenter                                                                                     | Pianist, Arranger, Composer, Conductor | Richard Carpenter đơn ca                                                       |
| "For All We Know"                                                                        | 1971          | James, Karlin, Wilson                                                                                 | Carpenters                             |                                                                                |
| "For All We Know"                                                                        | 1976          | James, Karlin, Wilson                                                                                 | Live at the Palladium                  | Thu âm từ ngày 22–27 tháng 11 năm 1976                                         |
| "For All We Know"                                                                        | 1975          | James, Karlin, Wilson                                                                                 | Live in Japan                          | Thu âm vào tháng 6 năm 1974                                                    |
| "For All We Know"                                                                        | 1998          | James, Karlin, Wilson                                                                                 | Pianist, Arranger, Composer, Conductor | Richard Carpenter đơn ca                                                       |
| "For All We Know"                                                                        | 2001          | James, Karlin, Wilson                                                                                 | As Time Goes By                        | The Carpenters' Very First Television Special                                  |
| "For All We Know" (trở lại bài hát đầu tiên)                                             | 1971          | James, Karlin, Wilson                                                                                 | Carpenters                             |                                                                                |
| "For All We Know" (trở lại bài hát đầu tiên)                                             | 2000          | James, Karlin, Wilson                                                                                 | The Singles: 1969–1981                 | Chương trình truyền hình đặc biệt London Bridge của Tom Jones                  |
| "From This Moment On"                                                                    | 1994          | Porter                                                                                                | Interpretations                        | Chương trình truyền hình đặc biệt Music, Music, Music                          |
| "From This Moment On"                                                                    | 1976          | Porter                                                                                                | Live at the Palladium                  | Thu âm từ ngày 22–27 tháng 11 năm 1976                                         |
| "Frosty the Snowman"                                                                     | 1984          | Nelson, Rollins                                                                                       | An Old-Fashioned Christmas             |                                                                                |
| "Fun, Fun, Fun"                                                                          | 1973          | Love, Wilson                                                                                          | Now & Then                             |                                                                                |
| "Gesu Bambino"                                                                           | 1984          | Martens, Yon                                                                                          | An Old-Fashioned Christmas             |                                                                                |
| "Get Together"                                                                           | 1969          | Powers                                                                                                | Offering/Ticket to Ride                |                                                                                |
| "Get Together"                                                                           | 1990          | Powers                                                                                                | From the Top                           | Your Navy Presents (1970)                                                      |
| "God Rest Ye Merry Gentlemen"                                                            | 1978          | Truyền thống                                                                                          | Christmas Portrait                     |                                                                                |
| "Good Friends Are for Keeps"                                                             | 1990          | Silberman                                                                                             | From the Top                           |                                                                                |
| "Good King Wenceslas"                                                                    | 1984          | Truyền thống, Neale                                                                                   | An Old-Fashioned Christmas             |                                                                                |
| "Good Night"                                                                             | 1990          | Lennon, McCartney                                                                                     | From the Top                           |                                                                                |
| "Goodbye to Love"                                                                        | 1972          | Bettis, Carpenter                                                                                     | A Song for You                         |                                                                                |
| "Goodbye to Love"                                                                        | 1976          | Bettis, Carpenter                                                                                     | Live at the Palladium                  | Thu âm từ ngày 22–27 tháng 11 năm 1976                                         |
| "Goodbye to Love"                                                                        | 1975          | Bettis, Carpenter                                                                                     | Live in Japan                          | Thu âm vào tháng 6 năm 1974                                                    |
| "Goodbye to Love"                                                                        | 1998          | Bettis, Carpenter                                                                                     | Pianist, Arranger, Composer, Conductor | Richard Carpenter đơn ca                                                       |
| "Goodbye to Love"                                                                        | 2001          | Bettis, Carpenter                                                                                     | As Time Goes By                        | The Carpenters' Very First Television Special                                  |
| "Goofus"                                                                                 | 1976          | Harold, Kahn, King                                                                                    | A Kind of Hush                         |                                                                                |
| "Guess I Just Lost My Head"                                                              | 1996          | Mounsey                                                                                               | Karen Carpenter                        | Karen Carpenter đơn ca                                                         |
| "Happy"                                                                                  | 1975          | Bettis, Peluso, Rubin                                                                                 | Horizon                                |                                                                                |
| "Happy Holiday"                                                                          | 1984          | Berlin                                                                                                | An Old-Fashioned Christmas             |                                                                                |
| "Have Yourself a Merry Little Christmas"                                                 | 1978          | Blane, Martin                                                                                         | Christmas Portrait                     |                                                                                |
| "He Came Here for Me"                                                                    | 1984          | Nelson                                                                                                | An Old-Fashioned Christmas             |                                                                                |
| "Heather"                                                                                | 1973          | Pearson                                                                                               | Now & Then                             |                                                                                |
| "Help!"                                                                                  | 1970          | Lennon, McCartney                                                                                     | Close to You                           |                                                                                |
| "Help!"                                                                                  | 1975          | Lennon, McCartney                                                                                     | Live in Japan                          | Thu âm vào tháng 6 năm 1974                                                    |
| "Here Comes Santa Claus (Right Down Santa Claus Lane)"                                   | 1984          | Autry, Haldeman                                                                                       | An Old-Fashioned Christmas             |                                                                                |
| "Honolulu City Lights"                                                                   | 1989          | Beamer                                                                                                | Lovelines                              |                                                                                |
| "Hurting Each Other"                                                                     | 1972          | Geld, Udell                                                                                           | A Song for You                         |                                                                                |
| "Hurting Each Other"                                                                     | 1976          | Geld, Udell                                                                                           | Live at the Palladium                  | Thu âm từ ngày 22–27 tháng 11 năm 1976                                         |
| "Hurting Each Other"                                                                     | 1975          | Geld, Udell                                                                                           | Live in Japan                          | Thu âm vào tháng 6 năm 1974                                                    |
| "I Believe You"                                                                          | 1981          | Addrisi, Addrisi                                                                                      | Made in America                        |                                                                                |
| "I Can Dream, Can't I?"                                                                  | 1975          | Fain, Kahal                                                                                           | Horizon                                |                                                                                |
| "I Can't Make Music"                                                                     | 1973          | Edelman                                                                                               | Now & Then                             |                                                                                |
| "I Got Rhythm"                                                                           | 2001          | Gershwin, Gershwin                                                                                    | As Time Goes By                        | Chương trình truyền hình đặc biệt Music, Music, Music                          |
| "I Have You"                                                                             | 1976          | Bettis, Carpenter                                                                                     | A Kind of Hush                         |                                                                                |
| "I Heard the Bells on Christmas Day"                                                     | 1984          | Longfellow, Marks                                                                                     | An Old-Fashioned Christmas             |                                                                                |
| "I Just Fall in Love Again"                                                              | 1977          | Dorff, Herbstritt, Lloyd, Sklerov                                                                     | Passage                                |                                                                                |
| "I Kept on Loving You"                                                                   | 1970          | Nichols, Williams                                                                                     | Close to You                           |                                                                                |
| "I Let a Song Go Out of My Heart"                                                        | 2001          | Ellington, Nemo, Redmond, Mills                                                                       | As Time Goes By                        | Chương trình truyền hình đặc biệt Music, Music, Music                          |
| "I Need to Be in Love"                                                                   | 1976          | Bettis, Carpenter, Hammond                                                                            | A Kind of Hush                         |                                                                                |
| "I Need to Be in Love"                                                                   | 1998          | Bettis, Carpenter, Hammond                                                                            | Pianist, Arranger, Composer, Conductor | Richard Carpenter đơn ca                                                       |
| "I Saw Mommy Kissing Santa Claus"                                                        | 1984          | Conner                                                                                                | An Old-Fashioned Christmas             |                                                                                |
| "I Saw Three Ships (Come Sailing In)"                                                    | 1978          | Truyền thống, Overton                                                                                 | Christmas Portrait                     |                                                                                |
| "I Won't Last a Day Without You"                                                         | 1972          | Nichols, Williams                                                                                     | A Song for You                         |                                                                                |
| "I Won't Last a Day Without You"                                                         | 1976          | Nichols, Williams                                                                                     | Live at the Palladium                  | Thu âm từ ngày 22–27 tháng 11 năm 1976                                         |
| "I Won't Last a Day Without You"                                                         | 2001          | Nichols, Williams                                                                                     | As Time Goes By                        | The Carpenters' Very First Television Special                                  |
| "I'll Be Home for Christmas"                                                             | 1978          | Gannon, Ram, Kent                                                                                     | Christmas Portrait                     |                                                                                |
| "Iced Tea"                                                                               | 1990          | Carpenter                                                                                             | From the Top                           |                                                                                |
| "If I Had You"                                                                           | 1989          | Dorff, Harju, Herbstritt                                                                              | Lovelines                              |                                                                                |
| "If I Had You"                                                                           | 1996          | Dorff, Harju, Herbstritt                                                                              | Karen Carpenter                        | Karen Carpenter đơn ca                                                         |
| "If We Try"                                                                              | 1989          | Temperton                                                                                             | Lovelines                              |                                                                                |
| "If We Try"                                                                              | 1996          | Temperton                                                                                             | Karen Carpenter                        | Karen Carpenter đơn ca                                                         |
| "I'll Be Seeing You"                                                                     | 2001          | Fain, Kahal                                                                                           | As Time Goes By                        | Chương trình truyền hình đặc biệt Music, Music, Music                          |
| "I'll Be Yours"                                                                          | 1990          | Carpenter                                                                                             | From the Top                           |                                                                                |
| "I'll Never Fall in Love Again"                                                          | 1971          | Bacharach, David                                                                                      | Carpenters                             |                                                                                |
| "I'll Never Fall in Love Again"                                                          | 1970          | Bacharach, David                                                                                      | Close to You                           |                                                                                |
| "I'm Still Not Over You"                                                                 | 1987          | Bettis, Carpenter                                                                                     | Time                                   | Richard Carpenter đơn ca                                                       |
| "In Dulce Jubilo"                                                                        | 1984          | Truyền thống, Seuse, Pearsall, Neale                                                                  | An Old-Fashioned Christmas             |                                                                                |
| "In Love Alone"                                                                          | 1987          | Bettis, Carpenter                                                                                     | Time                                   | Richard Carpenter đơn ca                                                       |
| "Intermission"                                                                           | 1972          | Carpenter                                                                                             | A Song for You                         |                                                                                |
| "Interview"                                                                              | 1990          | | From the Top                           | Your Navy Presents (1970)                                                      |
| "Invocation"                                                                             | 1969          | Bettis, Carpenter                                                                                     | Offering/Ticket to Ride                |                                                                                |
| "Invocation"                                                                             | 1990          | Bettis, Carpenter                                                                                     | From the Top                           | Thu thử                                                                        |
| "It Came Upon a Midnight Clear"                                                          | 1984          | Sears, Willis, Sullivan                                                                               | An Old-Fashioned Christmas             |                                                                                |
| "It's Christmas Time"                                                                    | 1978          | Stillman, Young                                                                                       | Christmas Portrait                     |                                                                                |
| "It's Going to Take Some Time"                                                           | 1972          | King, Stern                                                                                           | A Song for You                         |                                                                                |
| "It's Impossible"                                                                        | 2001          | Manzanero, Wayne                                                                                      | As Time Goes By                        | Chương trình truyền hình đặc biệt của Perry Como năm 1974                      |
| "Jambalaya (On the Bayou)"                                                               | 1973          | Mullican, Williams                                                                                    | Now & Then                             |                                                                                |
| "Jambalaya (On the Bayou)"                                                               | 1976          | Mullican, Williams                                                                                    | Live at the Palladium                  | Thu âm từ ngày 22–27 tháng 11 năm 1976                                         |
| "Jambalaya (On the Bayou)"                                                               | 1975          | Mullican, Williams                                                                                    | Live in Japan                          | Thu âm vào tháng 6 năm 1974                                                    |
| "Jingle Bells"                                                                           | 1978          | Pierpont                                                                                              | Christmas Portrait                     |                                                                                |
| "Johnny Angel"                                                                           | 1973          | Duddy, Pockriss                                                                                       | Now & Then                             |                                                                                |
| "Johnny Angel"                                                                           | 1975          | Duddy, Pockriss                                                                                       | Live in Japan                          | Thu âm vào tháng 6 năm 1974                                                    |
| "Johnny B. Goode"                                                                        | 1975          | Berry                                                                                                 | Live in Japan                          | Thu âm vào tháng 6 năm 1974                                                    |
| "Karen's Theme"                                                                          | 1998          | Carpenter                                                                                             | Pianist, Arranger, Composer, Conductor | Richard Carpenter đơn ca                                                       |
| "Kiss Me the Way You Did Last Night"                                                     | 1989          | Dorn, Lawley                                                                                          | Lovelines                              |                                                                                |
| "Knowing When to Leave"                                                                  | 1971          | Bacharach, David                                                                                      | Carpenters                             |                                                                                |
| "Knowing When to Leave"                                                                  | 1990          | Bacharach, David                                                                                      | From the Top                           | Chương trình truyền hình đặc biệt Music, Music, Music                          |
| "Last One Singin' the Blues"                                                             | 1996          | McCann                                                                                                | Karen Carpenter                        | Karen Carpenter đơn ca                                                         |
| "Leader of the Pack"                                                                     | 1975          | Barry, Greenwich, Morton                                                                              | Live in Japan                          | Thu âm vào tháng 6 năm 1974                                                    |
| "Leave Yesterday Behind"                                                                 | 2001          | Karlin                                                                                                | As Time Goes By                        |                                                                                |
| "Let It Snow, Let It Snow, Let It Snow"                                                  | 1978          | Cahn, Styne                                                                                           | Christmas Portrait                     |                                                                                |
| "Let Me Be the One"                                                                      | 1971          | Nichols, Williams                                                                                     | Carpenters                             |                                                                                |
| "Little Altar Boy"                                                                       | 1984          | Smith                                                                                                 | An Old-Fashioned Christmas             |                                                                                |
| "Little Girl Blue"                                                                       | 1989          | Hart, Rodgers                                                                                         | Lovelines                              |                                                                                |
| "Little Honda"                                                                           | 1975          | Love, Wilson                                                                                          | Live in Japan                          | Thu âm vào tháng 6 năm 1974                                                    |
| "Little Jesus" (hoặc "Little Jesus, Sweetly Sleep", hoặc "The Rocking Carol")            | 1984          | Truyền thống, Percy Dearmer                                                                           | An Old-Fashioned Christmas             |                                                                                |
| "Look to Your Dreams"                                                                    | 1983          | Bettis, Carpenter                                                                                     | Voice of the Heart                     |                                                                                |
| "Look to Your Dreams"                                                                    | 1998          | Bettis, Carpenter                                                                                     | Pianist, Arranger, Composer, Conductor | Richard Carpenter đơn ca                                                       |
| "Looking for Love"                                                                       | 1990          | Carpenter                                                                                             | From the Top                           |                                                                                |
| "Love Is Surrender"                                                                      | 1970          | Carmichael                                                                                            | Close to You                           |                                                                                |
| "Love Me for What I Am"                                                                  | 1975          | Bettis, Pascale                                                                                       | Horizon                                |                                                                                |
| "Lovelines"                                                                              | 1989          | Temperton                                                                                             | Lovelines                              |                                                                                |
| "Lovelines"                                                                              | 1996          | Temperton                                                                                             | Karen Carpenter                        | Karen Carpenter đơn ca                                                         |
| "Magic Moments"                                                                          | 2001          | Bacharach, David                                                                                      | As Time Goes By                        | Chương trình truyền hình đặc biệt của Perry Como năm 1974                      |
| "Make Believe It's Your First Time"                                                      | 1983          | Morrison, Wilson                                                                                      | Voice of the Heart                     |                                                                                |
| "Make Believe It's Your First Time"                                                      | 1996          | Morrison, Wilson                                                                                      | Karen Carpenter                        | Karen Carpenter đơn ca                                                         |
| "Make It Easy on Yourself"                                                               | 1971          | Bacharach, David                                                                                      | Carpenters                             |                                                                                |
| "Make It Easy on Yourself"                                                               | 1990          | Bacharach, David                                                                                      | From the Top                           | Chương trình truyền hình đặc biệt Music, Music, Music                          |
| "Making Love in the Afternoon"                                                           | 1996          | Cetera                                                                                                | Karen Carpenter                        | Karen Carpenter đơn ca                                                         |
| "Man Smart, Woman Smarter"                                                               | 1977          | Span                                                                                                  | Passage                                |                                                                                |
| "March of the Toys"                                                                      | 1984          | Haughton, Herbert                                                                                     | An Old-Fashioned Christmas             |                                                                                |
| "Maybe It's You"                                                                         | 1970          | Bettis, Carpenter                                                                                     | Close to You                           |                                                                                |
| "Merry Christmas, Darling"                                                               | 1978          | Carpenter, Pooler                                                                                     | Christmas Portrait                     |                                                                                |
| "Merry Christmas, Darling"                                                               | 1990          | Carpenter, Pooler                                                                                     | From the Top                           | Phiên bản đĩa đơn năm 1970                                                     |
| "Mr. Guder"                                                                              | 1970          | Bettis, Carpenter                                                                                     | Close to You                           |                                                                                |
| "Mr. Guder"                                                                              | 1975          | Bettis, Carpenter                                                                                     | Live in Japan                          | Thu âm vào tháng 6 năm 1974                                                    |
| "My Body Keeps Changing My Mind"                                                         | 1996          | Pearl                                                                                                 | Karen Carpenter                        | Karen Carpenter đơn ca                                                         |
| "My Favorite Things"                                                                     | 1984          | Hammerstein, Rodgers                                                                                  | An Old-Fashioned Christmas             |                                                                                |
| "My Funny Valentine"                                                                     | 2001          | Hart, Rodgers                                                                                         | As Time Goes By                        | Chương trình truyền hình đặc biệt Music, Music, Music                          |
| "Now"                                                                                    | 1983          | Nichols, Williams                                                                                     | Voice of the Heart                     |                                                                                |
| "Nowadays Clancy Can't Even Sing"                                                        | 1969          | Young                                                                                                 | Offering/Ticket to Ride                |                                                                                |
| "Nowhere Man"                                                                            | 2001          | Lennon, McCartney                                                                                     | As Time Goes By                        | Thu thử                                                                        |
| "O Come All Ye Faithful (Adeste Fideles)"                                                | 1978          | Oakeley, Wade                                                                                         | Christmas Portrait                     |                                                                                |
| "O Come, O Come, Emmanuel"                                                               | 1978          | Truyền thống, Neale                                                                                   | Christmas Portrait                     |                                                                                |
| "O Holy Night"                                                                           | 1984          | Adam, Cappeau, Dwight                                                                                 | An Old-Fashioned Christmas             |                                                                                |
| "O Little Town of Bethlehem"                                                             | 1984          | Brooks, Redner                                                                                        | An Old-Fashioned Christmas             |                                                                                |
| "On the Balcony of the Casa Rosada"                                                      | 1977          | Lloyd Webber, Rice                                                                                    | Passage                                |                                                                                |
| "One Fine Day"                                                                           | 1973          | Goffin, King                                                                                          | Now & Then                             |                                                                                |
| "One Love"                                                                               | 1971          | Bettis, Carpenter                                                                                     | Carpenters                             |                                                                                |
| "One Love"                                                                               | 1998          | Bettis, Carpenter                                                                                     | Pianist, Arranger, Composer, Conductor | Richard Carpenter đơn ca                                                       |
| "One More Time"                                                                          | 1976          | Anderson                                                                                              | A Kind of Hush                         |                                                                                |
| "Only Yesterday"                                                                         | 1975          | Bettis, Carpenter                                                                                     | Horizon                                |                                                                                |
| "Only Yesterday"                                                                         | 1976          | Bettis, Carpenter                                                                                     | Live at the Palladium                  | Thu âm từ ngày 22–27 tháng 11 năm 1976                                         |
| "Only Yesterday"                                                                         | 2001          | Bettis, Carpenter                                                                                     | As Time Goes By                        | The Carpenters' Very First Television Special                                  |
| "Ordinary Fool"                                                                          | 1983          | Williams                                                                                              | Voice of the Heart                     |                                                                                |
| "Our Day Will Come"                                                                      | 1973          | Garson, Hilliard                                                                                      | Now & Then                             |                                                                                |
| "Overture Miniature"                                                                     | 1984          | Tchaikovsky                                                                                           | An Old-Fashioned Christmas             |                                                                                |
| "Piano Picker"                                                                           | 1972          | Edelman                                                                                               | A Song for You                         |                                                                                |
| "Piano Picker"                                                                           | 1976          | Edelman                                                                                               | Live at the Palladium                  | Thu âm từ ngày 22–27 tháng 11 năm 1976                                         |
| "Please Mr. Postman"                                                                     | 1975          | Bateman, Dobbins, Garrett, Gorman, Holland                                                            | Horizon                                |                                                                                |
| "Prelude"                                                                                | 1998          | Carpenter                                                                                             | Pianist, Arranger, Composer, Conductor | Richard Carpenter đơn ca                                                       |
| "Prime Time Love"                                                                        | 1983          | Ironstone, Unobsky                                                                                    | Voice of the Heart                     |                                                                                |
| "Radio Contest Outtakes"                                                                 | 1990          | | From the Top                           | Thu âm năm 1973                                                                |
| "Rainy Days and Mondays"                                                                 | 1971          | Nichols, Williams                                                                                     | Carpenters                             |                                                                                |
| "Rainy Days and Mondays"                                                                 | 1976          | Nichols, Williams                                                                                     | Live at the Palladium                  | Thu âm từ ngày 22–27 tháng 11 năm 1976                                         |
| "Rainy Days and Mondays"                                                                 | 1975          | Nichols, Williams                                                                                     | Live in Japan                          | Thu âm vào tháng 6 năm 1974                                                    |
| "Rainy Days and Mondays"                                                                 | 1998          | Nichols, Williams                                                                                     | Pianist, Arranger, Composer, Conductor | Richard Carpenter đơn ca                                                       |
| "Rainy Days and Mondays"                                                                 | 2001          | Nichols, Williams                                                                                     | As Time Goes By                        | The Carpenters' Very First Television Special                                  |
| "Reason to Believe"                                                                      | 1970          | Hardin                                                                                                | Close to You                           |                                                                                |
| "Remember When Lovin' Took All Night"                                                    | 1989          | Farrar, Leiken                                                                                        | Lovelines                              |                                                                                |
| "Remember When Lovin' Took All Night"                                                    | 1996          | Farrar, Leiken                                                                                        | Karen Carpenter                        | Karen Carpenter đơn ca                                                         |
| "Remind Me to Tell You"                                                                  | 1987          | Mueller                                                                                               | Time                                   | Richard Carpenter đơn ca                                                       |
| "Rhapsody in Blue"                                                                       | 2001          | Gershwin                                                                                              | As Time Goes By                        | Chương trình truyền hình đặc biệt Music, Music, Music                          |
| "Road Ode"                                                                               | 1972          | Sims, Woodhams                                                                                        | A Song for You                         |                                                                                |
| "Rudolph the Red-Nosed Reindeer"                                                         | 1984          | Marks                                                                                                 | An Old-Fashioned Christmas             |                                                                                |
| "Runaway"                                                                                | 1975          | Crook, Shannon                                                                                        | Live in Japan                          | Thu âm vào tháng 6 năm 1974                                                    |
| "Sailing on the Tide"                                                                    | 1983          | Bettis, Peluso                                                                                        | Voice of the Heart                     |                                                                                |
| "Sandy"                                                                                  | 1976          | Bettis, Carpenter                                                                                     | A Kind of Hush                         |                                                                                |
| "Sandy"                                                                                  | 1998          | Bettis, Carpenter                                                                                     | Pianist, Arranger, Composer, Conductor | Richard Carpenter đơn ca                                                       |
| "Santa Claus Is Coming to Town"                                                          | 1978          | Coots, Gillespie                                                                                      | Christmas Portrait                     |                                                                                |
| "Santa Claus Is Coming to Town"                                                          | 1984          | Coots, Gillespie                                                                                      | An Old-Fashioned Christmas             | Phiên bản đĩa đơn                                                              |
| "Saturday"                                                                               | 1971          | Bettis, Carpenter                                                                                     | Carpenters                             |                                                                                |
| "Say Yeah!"                                                                              | 1987          | Janz, Oland                                                                                           | Time                                   | Richard Carpenter đơn ca                                                       |
| "Sh-Boom"                                                                                | 1975          | Edwards, Feaster, Feaster, Keyes, McRae                                                               | Live in Japan                          | Thu âm vào tháng 6 năm 1974                                                    |
| "Silent Night"                                                                           | 1978          | Gruber, Mohr, Young                                                                                   | Christmas Portrait                     |                                                                                |
| "Silver Bells"                                                                           | 1978          | Livingston, Evan                                                                                      | Christmas Portrait                     |                                                                                |
| "Sing"                                                                                   | 1973          | Raposo                                                                                                | Now & Then                             |                                                                                |
| "Sing"                                                                                   | 2001          | Raposo                                                                                                | As Time Goes By                        | Chương trình truyền hình đặc biệt của Perry Como năm 1974                      |
| "Sing"                                                                                   | 1975          | Raposo                                                                                                | Live in Japan                          | Thu âm vào tháng 6 năm 1974                                                    |
| "Sing"                                                                                   | 1998          | Raposo                                                                                                | Pianist, Arranger, Composer, Conductor | Richard Carpenter đơn ca                                                       |
| "Sing"                                                                                   | 2001          | Raposo                                                                                                | As Time Goes By                        | The Carpenters' Very First Television Special                                  |
| "Sing"                                                                                   | 1990          | Raposo                                                                                                | From the Top                           | Chương trình truyền hình đặc biệt Music, Music, Music                          |
| "Sleep Well, Little Children"                                                            | 1978          | Bergman, Klatzkin                                                                                     | Christmas Portrait                     |                                                                                |
| "Sleigh Ride"                                                                            | 1978          | Anderson, Parish                                                                                      | Christmas Portrait                     |                                                                                |
| "Slow Dance"                                                                             | 1989          | Margo, Margo                                                                                          | Lovelines                              |                                                                                |
| "Solitaire"                                                                              | 1975          | Cody, Sedaka                                                                                          | Horizon                                |                                                                                |
| "Somebody's Been Lyin'"                                                                  | 1981          | Bacharach, Sager                                                                                      | Made in America                        |                                                                                |
| "Someday"                                                                                | 1969          | Bettis, Carpenter                                                                                     | Offering/Ticket to Ride                |                                                                                |
| "Someday"                                                                                | 1998          | Bettis, Carpenter                                                                                     | Pianist, Arranger, Composer, Conductor | Richard Carpenter đơn ca                                                       |
| "Someday"                                                                                | 1990          | Bettis, Carpenter                                                                                     | From the Top                           | Chương trình truyền hình đặc biệt Music, Music, Music                          |
| "Someone to Watch Over Me"                                                               | 2001          | Gershwin, Gershwin                                                                                    | As Time Goes By                        | Chương trình truyền hình đặc biệt Music, Music, Music                          |
| "Something in Your Eyes"                                                                 | 1987          | Carpenter, Oland                                                                                      | Time                                   | Richard Carpenter đơn ca                                                       |
| "Sometimes"                                                                              | 1971          | Mancini, Mancini                                                                                      | Carpenters                             |                                                                                |
| "Sometimes"                                                                              | 1975          | Mancini, Mancini                                                                                      | Live in Japan                          | Thu âm vào tháng 6 năm 1974                                                    |
| "A Song for You"                                                                         | 1972          | Russell                                                                                               | A Song for You                         |                                                                                |
| "A Song for You" (trở lại bài hát đầu tiên)                                              | 1972          | Russell                                                                                               | A Song for You                         |                                                                                |
| Bài hát chủ đề của Star Wars                                                             | 2001          | Williams                                                                                              | As Time Goes By                        | Chương trình truyền hình đặc biệt Space Encounters                             |
| "Still Crazy After All These Years"                                                      | 1996          | Simon                                                                                                 | Karen Carpenter                        | Karen Carpenter đơn ca                                                         |
| "Still in Love with You"                                                                 | 1996          | Javors                                                                                                | Karen Carpenter                        | Karen Carpenter đơn ca                                                         |
| "Strength of a Woman"                                                                    | 1981          | Brown, Curiel                                                                                         | Made in America                        |                                                                                |
| "Strike Up the Band"                                                                     | 1976          | Gershwin, Gershwin                                                                                    | Live at the Palladium                  | Thu âm từ ngày 22–27 tháng 11 năm 1976                                         |
| "Suntory Pop Jingle #1"                                                                  | 1990          | | From the Top                           | Thu âm năm 1977                                                                |
| "Suntory Pop Jingle #2"                                                                  | 1990          | | From the Top                           | Thu âm năm 1977                                                                |
| "Superstar"                                                                              | 1971          | Bramlett, Russell                                                                                     | Carpenters                             |                                                                                |
| "Superstar"                                                                              | 1976          | Bramlett, Russell                                                                                     | Live at the Palladium                  | Thu âm từ ngày 22–27 tháng 11 năm 1976                                         |
| "Superstar"                                                                              | 1975          | Bramlett, Russell                                                                                     | Live in Japan                          | Thu âm vào tháng 6 năm 1974                                                    |
| "Superstar"                                                                              | 1998          | Bramlett, Russell                                                                                     | Pianist, Arranger, Composer, Conductor | Richard Carpenter đơn ca                                                       |
| "Superstar"                                                                              | 2001          | Bramlett, Russell                                                                                     | As Time Goes By                        | The Carpenters' Very First Television Special                                  |
| "Sweet, Sweet Smile"                                                                     | 1977          | Newton, Young                                                                                         | Passage                                |                                                                                |
| "That's What I Believe"                                                                  | 1987          | Carpenter, Oland                                                                                      | Time                                   | Richard Carpenter đơn ca                                                       |
| "The Christmas Song (Chestnuts Roasting on an Open Fire)"                                | 1978          | Torme, Wells                                                                                          | Christmas Portrait                     |                                                                                |
| "The Christmas Waltz"                                                                    | 1978          | Cahn, Styne                                                                                           | Christmas Portrait                     |                                                                                |
| "The End of the World"                                                                   | 1973          | Dee, Kent                                                                                             | Now & Then                             |                                                                                |
| "The End of the World"                                                                   | 1975          | Dee, Kent                                                                                             | Live in Japan                          | Thu âm vào tháng 6 năm 1974                                                    |
| "The First Noel"                                                                         | 1984          | Truyền thống, Gilbert                                                                                 | An Old-Fashioned Christmas             |                                                                                |
| "The First Snowfall"                                                                     | 1978          | Burke, Webster                                                                                        | Christmas Portrait                     |                                                                                |
| "The Night Has a Thousand Eyes"                                                          | 1973          | Garrett, Wayne, Weisman                                                                               | Now & Then                             |                                                                                |
| "The Parting of Our Ways"                                                                | 1990          | Carpenter                                                                                             | From the Top                           |                                                                                |
| "The Rainbow Connection"                                                                 | 2001          | Ascher, Williams                                                                                      | As Time Goes By                        |                                                                                |
| "The Uninvited Guest"                                                                    | 1989          | Kaye, Tweel                                                                                           | Lovelines                              |                                                                                |
| "There's a Kind of Hush"                                                                 | 1976          | Reed, Stephens                                                                                        | A Kind of Hush                         |                                                                                |
| "There's a Kind of Hush"                                                                 | 1976          | Reed, Stephens                                                                                        | Live at the Palladium                  | Thu âm từ ngày 22–27 tháng 11 năm 1976                                         |
| "This Masquerade"                                                                        | 1973          | Russell                                                                                               | Now & Then                             |                                                                                |
| "This Masquerade"                                                                        | 2001          | Russell                                                                                               | As Time Goes By                        | Chương trình truyền hình đặc biệt Music, Music, Music                          |
| "Those Good Old Dreams"                                                                  | 1981          | Bettis, Carpenter                                                                                     | Made in America                        |                                                                                |
| "Ticket to Ride"                                                                         | 1969          | Lennon, McCartney                                                                                     | Offering/Ticket to Ride                |                                                                                |
| "Ticket to Ride"                                                                         | 1976          | Lennon, McCartney                                                                                     | Live at the Palladium                  | Thu âm từ ngày 22–27 tháng 11 năm 1976                                         |
| "Ticket to Ride"                                                                         | 2001          | Lennon, McCartney                                                                                     | As Time Goes By                        | The Carpenters' Very First Television Special                                  |
| "'Til the End of Time"                                                                   | 2001          | Kaye, Mossman                                                                                         | As Time Goes By                        | Chương trình truyền hình đặc biệt của Perry Como năm 1974                      |
| "Time"                                                                                   | 1998          | Carpenter                                                                                             | Pianist, Arranger, Composer, Conductor | Richard Carpenter đơn ca                                                       |
| "Time"                                                                                   | 1987          | Carpenter                                                                                             | Time                                   | Richard Carpenter đơn ca                                                       |
| "Top of the World"                                                                       | 1972          | Bettis, Carpenter                                                                                     | A Song for You                         |                                                                                |
| "Top of the World"                                                                       | 1976          | Bettis, Carpenter                                                                                     | Live at the Palladium                  | Thu âm từ ngày 22–27 tháng 11 năm 1976                                         |
| "Top of the World"                                                                       | 1975          | Bettis, Carpenter                                                                                     | Live in Japan                          | Thu âm vào tháng 6 năm 1974                                                    |
| "Top of the World"                                                                       | 1998          | Bettis, Carpenter                                                                                     | Pianist, Arranger, Composer, Conductor | Richard Carpenter đơn ca                                                       |
| "Touch Me When We're Dancing"                                                            | 1981          | Bell, Skinner, Wallace                                                                                | Made in America                        |                                                                                |
| "Trepak"                                                                                 | 1984          | Tchaikovsky                                                                                           | An Old-Fashioned Christmas             |                                                                                |
| "Tryin' to Get the Feeling Again"                                                        | 1994          | Pomeranz                                                                                              | Interpretations                        |                                                                                |
| "Turn Away"                                                                              | 1969          | Bettis, Carpenter                                                                                     | Offering/Ticket to Ride                |                                                                                |
| "Two Lives"                                                                              | 1983          | Jordan                                                                                                | Voice of the Heart                     |                                                                                |
| "Two Sides"                                                                              | 1977          | Davis                                                                                                 | Passage                                |                                                                                |
| "Valse Des Fleurs"                                                                       | 1984          | Tchaikovsky                                                                                           | An Old-Fashioned Christmas             |                                                                                |
| "Walk On By"                                                                             | 1971          | Bacharach, David                                                                                      | Carpenters                             |                                                                                |
| "Warsaw Concerto"                                                                        | 1976          | Addinsell, Douglas                                                                                    | Live at the Palladium                  | Thu âm từ ngày 22–27 tháng 11 năm 1976                                         |
| "We've Only Just Begun"                                                                  | 1970          | Nichols, Williams                                                                                     | Close to You                           |                                                                                |
| "We've Only Just Begun"                                                                  | 2001          | Nichols, Williams                                                                                     | As Time Goes By                        | Chương trình truyền hình đặc biệt của Perry Como năm 1974                      |
| "We've Only Just Begun"                                                                  | 1976          | Nichols, Williams                                                                                     | Live at the Palladium                  | Thu âm từ ngày 22–27 tháng 11 năm 1976                                         |
| "We've Only Just Begun"                                                                  | 1975          | Nichols, Williams                                                                                     | Live in Japan                          | Thu âm vào tháng 6 năm 1974                                                    |
| "We've Only Just Begun"                                                                  | 1998          | Nichols, Williams                                                                                     | Pianist, Arranger, Composer, Conductor | Richard Carpenter đơn ca                                                       |
| "We've Only Just Begun"                                                                  | 1990          | Nichols, Williams                                                                                     | From the Top                           | Chương trình truyền hình đặc biệt Music, Music, Music                          |
| "What Are You Doing New Year's Eve?"                                                     | 1984          | Loesser                                                                                               | An Old-Fashioned Christmas             |                                                                                |
| "What Child Is This? (Greensleeves)"                                                     | 1978          | Dix                                                                                                   | Christmas Portrait                     |                                                                                |
| "What's the Use"                                                                         | 1969          | Bettis, Carpenter                                                                                     | Offering/Ticket to Ride                |                                                                                |
| "When I Fall in Love"                                                                    | 1989          | Heyman, Young                                                                                         | Lovelines                              |                                                                                |
| "When It's Gone (It's Just Gone)"                                                        | 1981          | Handley                                                                                               | Made in America                        |                                                                                |
| "When Time Was All We Had"                                                               | 1987          | Carpenter, Oland                                                                                      | Time                                   | Richard Carpenter đơn ca                                                       |
| "When You've Got What It Takes"                                                          | 1981          | Lane, Nichols                                                                                         | Made in America                        |                                                                                |
| "Where Do I Go from Here"                                                                | 1989          | McGee                                                                                                 | Lovelines                              |                                                                                |
| "White Christmas"                                                                        | 1978          | Berlin                                                                                                | Christmas Portrait                     |                                                                                |
| "Who Do You Love?"                                                                       | 1987          | Holden, Hamilton, Pickus                                                                              | Time                                   | Richard Carpenter đơn ca                                                       |
| "Winter Wonderland"                                                                      | 1978          | Bernard, Smith                                                                                        | Christmas Portrait                     |                                                                                |
| "Without a Song"                                                                         | 1994          | Eliscu, Rose, Youmans                                                                                 | Interpretations                        | Phiên bản acapella trong chương trình truyền hình đặc biệt Music, Music, Music |
| "Without a Song"                                                                         | 2001          | Eliscu, Rose, Youmans                                                                                 | As Time Goes By                        | Phiên bản đầy đủ trong chương trình truyền hình đặc biệt Music, Music, Music   |
| "Yesterday Once More"                                                                    | 1973          | Bettis, Carpenter                                                                                     | Now & Then                             |                                                                                |
| "Yesterday Once More"                                                                    | 2001          | Bettis, Carpenter                                                                                     | As Time Goes By                        | Chương trình truyền hình đặc biệt của Perry Como năm 1974                      |
| "Yesterday Once More"                                                                    | 1975          | Bettis, Carpenter                                                                                     | Live in Japan                          | Thu âm vào tháng 6 năm 1974                                                    |
| "Yesterday Once More"                                                                    | 1998          | Bettis, Carpenter                                                                                     | Pianist, Arranger, Composer, Conductor | Richard Carpenter đơn ca                                                       |
| "Yesterday Once More" (trở lại bài hát đầu tiên)                                         | 1973          | Bettis, Carpenter                                                                                     | Now & Then                             |                                                                                |
| "You"                                                                                    | 1976          | Edelman                                                                                               | A Kind of Hush                         |                                                                                |
| "You'll Love Me"                                                                         | 1990          | Carpenter                                                                                             | From the Top                           |                                                                                |
| "Your Baby Doesn't Love You Anymore"                                                     | 1983          | Weiss                                                                                                 | Voice of the Heart                     |                                                                                |
| "Your Wonderful Parade"                                                                  | 1969          | Bettis, Carpenter                                                                                     | Offering/Ticket to Ride                |                                                                                |
| "Your Wonderful Parade"                                                                  | 1990          | Bettis, Carpenter                                                                                     | From the Top                           | Thu thử                                                                        |
| "You're Enough"                                                                          | 1983          | Bettis, Carpenter                                                                                     | Voice of the Heart                     |                                                                                |
| "You're Just in Love"                                                                    | 2001          | Berlin                                                                                                | As Time Goes By                        | Chương trình truyền hình đặc biệt Music, Music, Music                          |
| "You're the One"                                                                         | 1989          | Ferguson                                                                                              | Lovelines                              |                                                                                |